# ロウ・オブ・ザ・ウエスト 西部の掟
『Law of the West 西部の掟』（ロウ・オブ・ザ・ウエスト せいぶのおきて）は、1985年にAccoladeから発売されたApple II、コモドール64用コマンド選択式アドベンチャー。
アメリカ合衆国のAccolade社の創設者、アラン·ミラーによって製作された作品。ゲームはアメリカの西部開拓時代をテーマとし、様々な人物との会話によってゲームを進行していくスタイルとなっており、主人公「シェリフ」を操作し、黄金の谷の治安を維持する事を目的としている。
日本国内では、1987年にファミリーコンピュータ、PC-8801、PC-9801に移植された。ファミリーコンピュータ版はソフトのチェックが甘かったのか、文章には誤字が多数見られる。

## ゲーム内容
プレイヤーは保安官となり、西部の街で、11人の人物とコマンド選択式で会話を交わす。3回の設問に答え、会話が進んだ分だけ点数が入る。
だが、怪しい人物が、会話に夢中になっている人を背後から撃つ場合がある。それによって会話が打ち切られれば、それだけ点数が減ってしまう。また、会話の選択肢を間違えると会話している人がこちらを襲ってくる場合もある。
会話を中断し、一番上の選択肢を選んでいる時に十字キーを更に上を押すと、画面の中央に銃の照準が出現（画面の保安官も銃を抜く）。十字キーで動かし、AもしくはBボタンで発砲。出現位置より下に下げると消える。これで会話相手を狙う怪しい人物を撃ったり、銀行があるシーンに出没する銀行強盗を撃ったり、画面のどこかに隠されたドル袋を撃つとボーナス得点が入る。だが、会話相手を撃つと点数は0になる。会話相手に撃たれた場合、保安官の左腕が負傷し、この状態でもう一度撃たれるとゲームオーバーとなる（ドクターとの会話によっては、2回撃たれても治してくれる）。
会話が打ち切られるか、3回の設問に上手く答えて会話が終了し、相手が去っていくとステージ終了となり、点数計算になる。
時間制限があり、残り時間が0になると空から爆弾が降ってくる。ゲームオーバーにはならず、会話が終わっていなければ強制的に終了する。
会話ボーナスは、回答回数により2000点、5000点、10000点。ドル袋は10000点、銀行強盗は30000点。暗殺者は、シーンが進むごとに高くなっていき、1000～6000点。会話を良い形で終えると、50000点のボーナスが入る。
正しい会話の選択肢や敵が現れる場所などといったパターンを知っておけばパーフェクトクリアも十分できる。

## 登場人物
シェリフ
プレイヤーキャラ。街を守る保安官。なかなかの早撃ちで悪党の間でも有名らしいが、街の人々の評判はあまり良くない。
ならず者
第一の会話相手。他所の土地から来た、ヒゲを生やしたガンマン。威勢はいいが、実は臆病者。
ドクター
町医者。悪党相手とはいえ人を撃つシェリフの事を快く思っていないが、会話によっては銀行強盗の情報を教えてくれたり、ケガを治してくれる(コンティニュー回数が一回増える)など、良き協力者になる。酒好き。
ガンマニア
新しく購入したショットガンを見せびらかしている。狼や鹿を狩るつもりらしいが、会話によってはシェリフに銃を向ける事も。
ギャンブラー
実は医者なのだが、サボッてギャンブルばかりしている。ギャンブルに関してはかなりの腕で、街では彼の相手になる者はいないらしい。イカサマをしているという噂が流れている。
ローズ
酒場の女主人。明るく社交的だが、西部の女らしく気が強いところもあり、怒ると怖い。無口な男が好きらしく、シェリフの事は好きではない様子。
ウイリー
イタズラ好きの生意気な少年。キャンディーが大好き。重要な情報を知っているらしいが、父親がシェリフに捕まった事で彼を嫌っており、なかなか教えてくれない。
シェリフ助手
シェリフのサポートをする若い保安官。シェリフの座を狙う野心家だが、辞めたいという気持ちも強いらしい。
ベル
牛泥棒として悪名を広げている女ガンマン。シェリフとは昔やり合ったらしくケンカ腰だが、会話によっては結婚に憧れる女らしい一面を見せる事も。
メキシカル・キッド
メキシコからやって来た陽気なガンマン。早撃ちに自信があり、シェリフと勝負しようとする。だが悪人ではなく、会話によっては和やかに去っていく。
エイプリル
学校の先生。なかなかの美人で、シェリフも好意を持っているらしい。だが当の本人からは警戒されており、デートに誘ってもはぐらかされる場合が多い。
殺し屋
何者かに依頼され、シェリフの命を狙うガンマン。かなりの凄腕らしい。敵意を剥き出しにしており、会話を無事に終えるのは困難だが、こちらが大物ぶりを見せると呆気に取られたのか、退散してくれる。

## 移植版
| No. | タイトル                          | 発売日       | 対応機種               | 開発元             | 発売元           | メディア                          | 型式     | 備考 |
| --- | --------------------------------- | ------------ | ---------------------- | ------------------ | ---------------- | --------------------------------- | -------- | ---- |
| 1   | ロウ・オブ・ザ・ウエスト 西部の掟 | 1987年3月6日 | ファミリーコンピュータ | トーセ             | ポニーキャニオン | 1メガビット+64キロRAMロムカセット | R53V5907 |      |
| 2   | ロウ・オブ・ザ・ウエスト          | 1987年5月    | PC-8801                | ファンプロジェクト | ポニーキャニオン | フロッピーディスク                | -        |      |
| 3   | ロウ・オブ・ザ・ウエスト          | 1987年       | PC-9801                | Accolade           | ポニーキャニオン | フロッピーディスク                | -        |      |

## 評価
ファミリーコンピュータ版
- ゲーム誌『ファミリーコンピュータMagazine』の読者投票による「ゲーム通信簿」での評価は以下の通りとなっており、14.89点（満30点）となっている[2]。

| 項目 | キャラクタ | 音楽 | お買得度 | 操作性 | 熱中度 | オリジナリティ | 総合  |
| 得点 | 2.53       | 2.35 | 2.25     | 2.61   | 2.38   | 2.77           | 14.89 |
- ゲーム誌『CONTINUE』では、「会話の駆け引きを楽しむ大人のゲーム」、「結局殺し合いになるところが愉快きわまりない」と評している[4]。